# 山内保氏
山内 保氏（やまうち やすうじ）は、江戸時代中期から後期にかけての土佐藩の重臣。8代宿毛領主。

## 略歴
宝暦9年（1759年）、深尾苞実の三男として高知にて誕生した。
安永2年（1774年）、宿毛7代領主・山内氏篤の婿養子となる。天明6年（1786年）、氏篤の隠居により、家督と知行6800石を相続して宿毛8代領主となる。同年、9代藩主・山内豊雍より奉行職に任じられる。天明8年（1788年）、病により職を辞す。寛政元年（1789年）、幕府諸国巡見使池田政貞を領内に迎える。
享和2年（1802年）、死去。享年44。家督は三男の氏睦が相続した。

## 系譜
- 実父：深尾苞実
- 養父：山内氏篤
- 正室：山内氏篤の娘・房
- 継室：深尾茂澄の娘
- 側室：加藤氏の娘
  - 三男：山内氏睦
  - 五男：山内氏固